# دهستان دیناران
دهستان دیناران یکی از دهستان‌های بخش مرکزی شهرستان اردل در استان چهارمحال و بختیاری ایران است.

## جمعیت
براساس سرشماری سال ۱۳۸۵ جمعیت این دهستان ۷٬۵۴۸ نفر (۱٬۳۹۴ خانوار) بوده‌است.

## منبع
1. ↑  درگاه ملی آمار ایران